# Topobea watsonii
Topobea watsonii är en tvåhjärtbladig växtart som beskrevs av Célestin Alfred Cogniaux. Topobea watsonii ingår i släktet Topobea och familjen Melastomataceae.
Artens utbredningsområde är Guatemala. Inga underarter finns listade i Catalogue of Life.